# 西門子衝鋒者柴電機車
西門子衝鋒者（Siemens Charger）是由西門子公司（Siemens Mobility）設計，用於北美地區市場的客運用柴電機車。可細分為兩個亞型：SCB-40型用於佛羅里達州準高速鐵路光亮綫，而SC-44型則用於其他線路，逐步替換服役多年的通用電氣“創世紀型”柴油機車。首台SC-44機車於2016年3月26日交付美國國鐵。光亮綫配屬的SCB-40型也於2018年1月13日投入運營。

## 設計
本型機車採用康明斯的16汽缸QSK95四衝程柴油引擎，該型引擎符合美國環境保護署於2015年起生效的的第四期排放標準。機車動力根據型號略有不同，SCB-40型為4,000 hp（3,000 kW），而SC-44型為 4,400 hp（3,300 kW） 。設計最高時速為125 mph（201 km/h）。。傳動方式為交-直-交（AC-DC-AC），柴油機驅動交流發電機，產生交流電，經過整流器轉換成直流電後，再通過四個IGBT逆變器重新轉換成交流電，供應交流電動機。每一根動輪軸上都有一台單獨控制的交流電動機（全車共四個），以提高牽引效率和減少空轉。其設計和Vectron電力機車及ACS-64型電力機車非常類似，只不過後兩者為電力機車，交流電的來源為架空電纜取電。本型車具備機車供電，並且具有電阻制動和再生制動功能。其中再生制動產生的電能匯入列車供電的電路中，以提高制動效率並減少煞車磨損。
根據2013年大都會北方鐵路的信息邀請書（RFI）披露，西門子正在考慮在衝鋒者基礎上研發帶儲能機構的雙模式機車，以用於大都會北方鐵路，長島鐵路，以及美國國鐵的第三軌供電的電化區段。

## 使用者

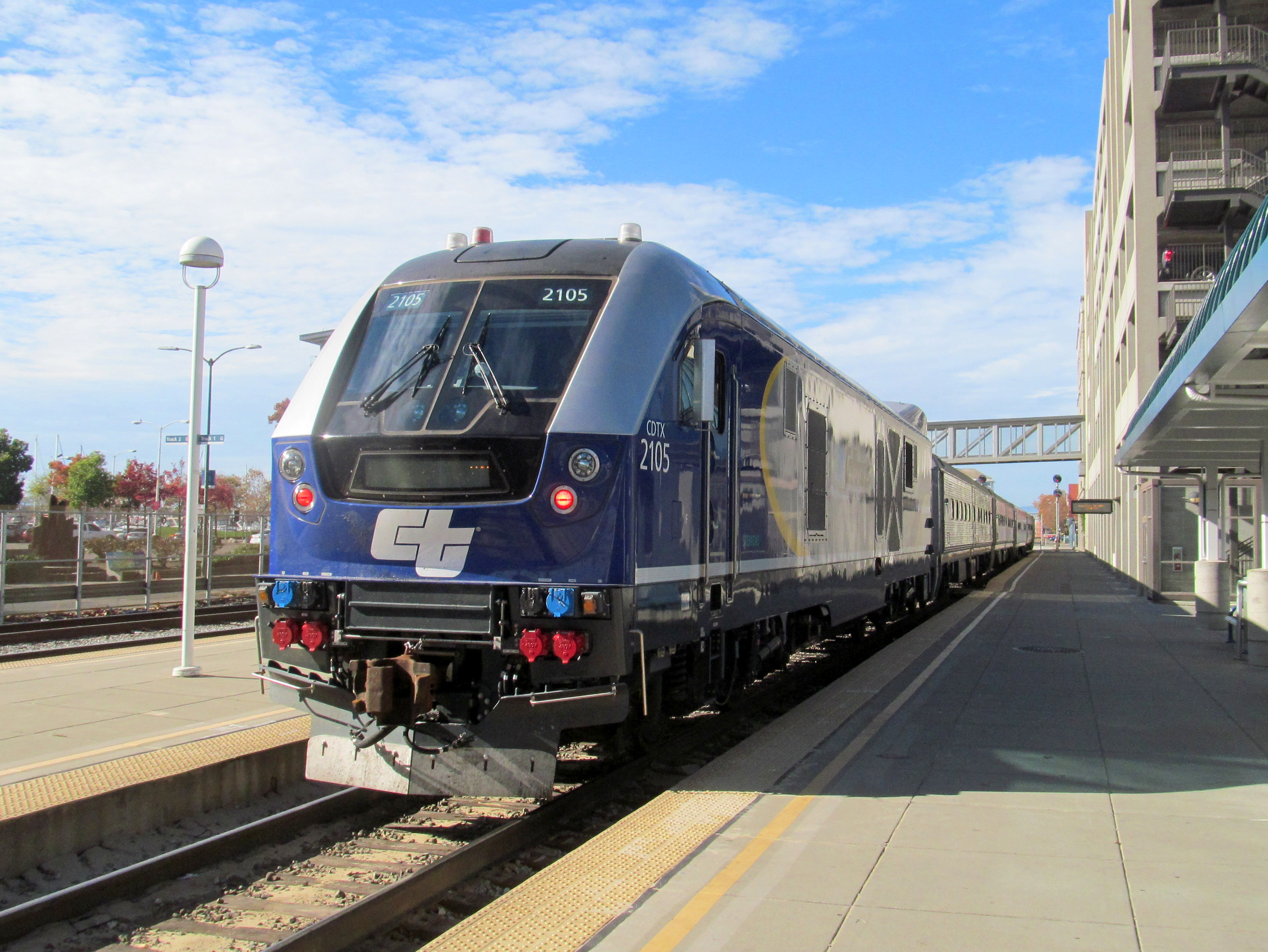
配屬於加州交通廳的一台“衝鋒者” 機車牽引美鐵“聖華金”號列車停靠在加州奧克蘭市的傑克倫敦廣場車站（攝於2017年11月）

2016年3月26日，首台SC-44型機車從位於加利福尼亞州弗羅林的西門子工廠下線。隨即被運送至科羅拉多州普韋布洛市的“交通科技中心”（Transportation Technology Center, Inc.）的試驗線路進行多項測試吧並達到了135英里/小時（217km/h）的最高速度 。運用考核於2016年9月首先在東海岸的東北走廊線開始，次年2月在美鐵瀑布山脈地區山地線路進行中西部和西部運用考核，美鐵和華盛頓州交通廳共同組織了中西部和西部考核。2017年5月考核通過後獲得在全國範圍內125英里/小時（201 km/h）的運行許可。
2017年5月25日，衝鋒者型機車首次投入載客運營，牽引美鐵聖華金號和首府走廊號列車。運行初期為應對突發故障，通常加掛另一台柴油機車用作補機。7月開始在其他美鐵中西部線路上投入使用。2017年8月24日，開始單機牽引從芝加哥聯合車站到密爾沃基車站的美鐵海華沙號列車。同年10月，北加利福尼亞地區的衝鋒者開始單機牽引旅客列車。11月，運行於山區的瀑布山脈號列車也開始由衝鋒者牽引。2017年12月，美鐵瀑布山脈號在華盛頓州杜邦市附近發生脫軌事故，造成三死六十二傷。本務機車#1402號損毀嚴重，為第一台報廢的衝鋒者機車。
SCB-40型為專供佛羅里達準高速鐵路光亮綫的機車，和SC-44僅有的細微的差異在於功率較小（4000hp）以延長在高速通勤列車運用狀態下的使用壽命。首台SCB-40型於2016年12月下線交付，並在佛羅里達州當地進行測試 
，2018年1月13日起載客運營。其他還有數個通勤鐵路公司，如馬里蘭區域通勤鐵路，聖迭戈海岸快鐵等也採購了“衝鋒者”型，但均為和美鐵相同的SC-44型，而非SCB-40。

### 城際鐵路運用

#### 美國國鐵
2014年3月，伊利諾州、加利福尼亞州、密西根州、密蘇里州、華盛頓州的交通廳聯合採購了32台“短途型”SC-44衝鋒者機車用於政府資助的州內短途城際客運線路。這批機車為各州政府財產，交由美鐵負責操作和維護，總價約2億2千5百萬美元。另外還宣佈了75台“短途型”和150台“長途型”的意向訂單。 “長途型”和“短途型”機車的區別在於油箱容量，前者可載2,200美制加侖（8,300公升；1,800英制加侖）的燃油，而後者的容量為 1,800美制加侖（6,800公升；1,500英制加侖）。加州交通廳採購的機車裝有空氣動力學導流板（Spoiler），用來配合加州鐵道系統內常見的“加利福尼亞型雙層客車”和“衝浪者型雙層客車”。
2015年，鑑於衝鋒者型的優良表現，伊利諾伊州交通廳宣布增購12台用於芝加哥和聖路易斯區間“林肯服務號”的準高速運行。11月，加州交通廳宣布增購16台，12台用於南加州太平洋衝浪者號，2台增補給北加州機務段 。截至2018年，共有63台“短途型”機車投入使用，其加利福尼亞州22台，華盛頓州8台，密蘇里州2台，伊利諾州28台。2018年12月21日，美國國鐵宣布訂購75台“長途型”機車，並宣布100台的意向。這批機車將於2021年開始交付，並於2024年交付完成，用於替換通用電氣“創世紀”型柴油機車執行跨州長途線路的任務。

#### 維亞鐵路
2018年12月，加拿大城際和長途客運鐵路公司維亞鐵路決定訂購32組推拉式操作列車組用於魁北克-多倫多-溫莎走廊的客運列車。其動力車為SC-44型同款。預計將於2021年交付，並於2022年投入載客運營，替換目前以機輛模式運營的列車。

### 通勤鐵路運用
除美國國鐵運營的州內或州際各長短途城際列車外，衝鋒者還被多家通勤鐵路公司採購用於牽引通勤列車。然而除了光亮綫使用“通勤型”SCB-40型外，其餘公司均採購和美鐵“短途型”相同的SC-44型機車。

#### 馬里蘭區域通勤鐵路
2015年8月馬里蘭區域通勤鐵路（MARC）宣布正籌措5千8百萬美元資金，購買8部機車以取代逐漸老化的AEM-7型電力機車，原計畫於2017年下半年交付。2015年9月16日，馬里蘭公共工程委員會（Maryland Board of Public Works）通過了撥款。MARC採購的是美鐵“短途型”規格的機車，首台機車於2017年12月交付，並於2018年2月起試驗運行。
- 馬里蘭區域通勤鐵路的SC-44型機車在Odenton測試

#### 光亮綫
2014年9月，光亮綫宣布訂購10台SCB-40型機車，以及11台同型車的意向訂單。該型相比SC-44型功率稍低，外型稍有變化
。前車鉤外有導流罩，車頭更加流線化。在運用上和美鐵和其他通勤鐵路不同，為兩台機車和四台客車（最多可以擴充到7台）組成柴聯車推拉式運行。目前光亮綫已經開通邁阿密中心站到西棕櫚灘車站區間，未來將延伸到奧蘭多並實現準高速運行。
- 光亮綫使用的SCB-40型機車，停靠在勞德代爾堡車站

#### 阿爾塔蒙特走廊特快
2018年四月，北加利福尼亞州通勤鐵路阿爾塔蒙特走廊特快宣布訂購四台衝鋒者型機車，預計2019年12月交付。

#### 聖迭戈海岸快鐵
2018年6月，北聖迭戈縣交通處（North County Transit District）宣布訂購5台衝鋒者機車，用於牽引聖迭戈海岸快鐵通勤列車，預計於2021年交付。

### 未來
2018年7月，大都會北方鐵路的副總裁宣布考慮訂購15台SC-44型，用於傑維斯港線的非電化區段。此外，明尼蘇達州計畫中從明尼阿波利斯到杜魯斯的北光快鐵（North Lights Express）也在考慮使用衝鋒者為機車。

## 外部連結
- Siemens Charger data sheet  （页面存档备份，存于）
- Cummins QSK95 overview  （页面存档备份，存于）
- Charger procurement update, December 2015; Contains 3D internal rendering （页面存档备份，存于）
- Charger procurement update, February 16, 2016 （页面存档备份，存于）